# Leitchville
Leitchville – miasto w Australii, w stanie Wiktoria.